# Ногаевци
Ногаевци (на македонска литературна норма: Ногаевци) е село в централната част на Северна Македония, община Градско.

## География
Селото е разположено в областта Клепа, на левия бряг на река Вардар, на 18 километра южно от град Велес и на 19 северно от Неготино, непосредствено до магистралата Е75, свързваща Велес с Тиквеш и Гевгели. Селото е разположено на 260 метра надморска височина и се състои от две махали – Долна в полето и Горна в ниските хълмове. Намира се в северния край на общината и е гара на железопътната линия Скопие – Гевгели.

## История
Етимологията на името е от монголската дума ногай, означаваща куче и лично име на татарски хан от 13 век. Селото Ногаевци за пръв път се споменава в турски данъчни регистри от 1467/68 година. В XIX век Ногаевци е българско село във Велешка кааза, нахия Клепа на Османската империя. Селската църква „Възнесение Господне“ („Свети Спас“) е от 1820 година. В „Етнография на вилаетите Адрианопол, Монастир и Салоника“, издадена в Константинопол в 1878 година и отразяваща статистиката на населението от 1873 Ногаевци (Nogaevtzi) е посочено като село с 32 домакинства и 143 жители българи. Според статистиката на Васил Кънчов („Македония. Етнография и статистика“) от 1900 г. Ногаевци има 200 жители, всички българи християни.
В началото на XX век жителите на селото са под върховенството на Българската екзархия. По данни на секретаря на екзархията Димитър Мишев („La Macédoine et sa Population Chrétienne“) през 1905 година в Ногаевци има 240 българи екзархисти.
След Междусъюзническата война в 1913 година селото попада в Сърбия.
На етническата си карта от 1927 година Леонард Шулце Йена показва Ногаевци (Nogajevci) като българско християнско село.
От 1991 година селото е в Република Македония. Според преброяването от 2002 година селото има 244 жители македонци.
Основната забележителност на селото е църквата „Свети Спас“, строена в XIX век. На патронния празник на църквата 10 юни е и съборът на селото. В Горната махала има запазени къщи от XIX век. В селото работи основно училище „Даме Груев“. Край Ногаевци има пречиствателна станция на река Вардар.

## Галерия
- Долната махала и река Вардар.
- Църквата „Свети Спас“.
- Свалени сърп и чук на входа на Ногаевци.